# Chiridopsis scalaris
Chiridopsis scalaris (лат.) — вид жуков щитоносок (Cassidini) из семейства листоедов.

## Распространение
Южная и Юго-Восточная Азия: Андаманские острова, Бирма, Вьетнам, Индия, Индонезия (Борнео, Суматра, Ява), Китай, Лаос, Малайзия, Таиланд, Филиппины.

## Описание
Тело овальной формы, уплощённое, желтовато-песочного цвета с чёрными пятнами на дорсальной стороне тела. Голова сверху не видна, так как прикрыта переднеспинкой.
Растительноядная группа, питаются растениями различных видов, в том числе из семейства Вьюнковые (Convolvulaceae): Ipomoea sp., Pharbitis sp.
.